# Dirkshorn
Dirkshorn is een dorp in de gemeente Schagen, in de Nederlandse provincie Noord-Holland. Het dorp telde in 2023 ongeveer 1.695 inwoners. Het dorp is landelijk bekend van de commune Het Bedoeninkje, die er tussen oktober 1974 en juli 1976 gevestigd was.

## Geschiedenis
Dirkshorn is als een kleine woongemeenschap ontstaan. Het maakt van oudsher al uit van het gebied dat uiteindelijk de benaming Harenkarspel kreeg. De plaatsnaam betekent: de hoek (horn) van ene Dirk. Deze Dirk zou mogelijk Dirk I (939-988) kunnen zijn. Deze graaf verkreeg diverse landerijen die in het bezit waren geweest van graaf Gerulf samen met de kerk van Egmond. Het plaatsje groeit echt tot een dorp uit nadat Harenkarspel een heerlijkheid werd waarvan Dirkshorn deel uitmaakte. Oude spellingen voor de plaats zijn in 1325 Dirxhoin, in 1500 Dierickshorn in 1620 Dirckshorn. Er waren ook 4 “stinsen” met stenen ondermuren. Tussen Kerkbuurt en Dirkshorn staat nog een boerderij die zo genoemd wordt (1675 bij den Oosterdijck genaamt "Debbel acker" groot 12 sneesen belent de Oosterdijck ten oosten, “de Stintser weijd” ten zuyden ende Pieter Claasz. Soutman ten noorden).
Rondom Dirkshorn waren veel meertjes gelegen. De meeste van deze meertjes zijn uiteindelijk drooggelegd. Zo werd de Schagerwaard drooggelegd in 1621, De Voorpolder en de Koetenmeer (Koetenburgpolder) in 1631, en het Woudmeer in 1635. De eerste Gereformeerde kerk stond aan het oosteinde van het dorp op de plaats waar nu het oude raadhuis staat uit 1870. De kerk was van 1659, met een klok uit 1608, en brandde in 1868 af. De tweede kerk, nu achter het raadhuis, is van 1868. Het orgel is ook uit die tijd. Een preekstoel uit 1660 komt nog uit de eerste kerk. De tekstborden uit 1663 zijn van schoolmeester en fijnschilder Gerrit Sydwindt uit Warmenhuizen. De predikant woonde eerst in Kerkbuurt maar later in Dirkshorn. De Nieuw Afgescheide Hervormde kerk aan het westeinde van het dorp dateert uit 1920. De katholieken van Dirkshorn liepen via een voetpad (het Postepad) door de landerijen naar Kerkbuurt, waar hun kerk stond. Op de grens Dirkshorn-Stroet stond een poldermolen. Ook zijn er een aantal oude boerderijen. Op het bedrijventerrein van Dirkshorn zijn een ambachtelijke koffiebranderij en een galerie gevestigd.

## Buurtschappen
Onder het dorp Dirkshorn vallen diverse buurtschappen, die in het buitengebied zijn gelegen van het dorp.
- Bliekenbos
- De Banne
- Schagerwaard
- Woudmeer

## Recreatie
Er is veel viswater, een surfmeer, een openluchtzwembad, en het dorp kent drie bungalowparken. De 18 holes van Golfclub Dirkshorn zijn op 15 mei 2009 geopend.
Elk jaar in het tweede weekend van september wordt er een straatfestival gehouden in het dorp.

## Geboren in Dirkshorn
- Wietze van der Sluis (1923-1988), politicus
- Thomas Dekker (1984), wielrenner